# 1405.
◄ | 14. stoljeće | 15. stoljeće | 16. stoljeće | ►
◄ | 1370-ih | 1380-ih | 1390-ih | 1400-ih | 1410-ih | 1420-ih | 1430-ih | ►
◄◄ | ◄ | 1402. | 1403. | 1404. | 1405. | 1406. | 1407. | 1408. | ► | ►►
Arhitektura • Astronomija • Glazba • Knjige • Književnost • Kršćanstvo • Medicina • Pravo • Promet • Slikarstvo • Znanost

## Smrti
- 18. veljače – Timur Lenk – veliki vladar i vojskovođa iz središnje Azije (* 1336.)

## Vanjske poveznice
|  | Zajednički poslužitelj ima još gradiva o temi 1405. |